# Nelson Tethers: Puzzle Agent
Nelson Tethers: Puzzle Agent (также известная как Puzzle Agent) — это приключенческая игра-головоломка от Telltale Games, в сотрудничестве с Грэмем Эннаблем. Это первая игра, вышедшая в рамках пилотного проекта Telltale. Она была выпущена 30 июня 2010. На игру повлияли работы Дэвида Линча, Стэнли Кубрика и братьев Коэнов (прежде всего Твин Пикс и Фарго). Это одна из двух игр с оригинальным персонажем, созданным Telltale Games, другая — Telltale Texas Hold'em.
Выпуск игры для WiiWare был запланирован, но в конечном итоге его отменили.

## Игровой процесс
Структура игры напоминает линейную приключенческую игру — у игрока нет инвентаря, но он может общаться с другими персонажами с помощью системы дерева диалога. Некоторые элементы или варианты диалога приводят к решению головоломок, хотя в некоторых случаях головоломка не влияет на ход игры. Типы головоломок варьируются от пазлов до математических и логических. У каждого из них есть краткое описание цели головоломки, при этом у некоторых также есть базовый набор правил и условий, которые помогают игроку найти решение. Игрок может запросить три подсказки для каждой головоломки, и каждая подсказка стоит игроку жевательной резинки — в городе не хватает жевательной резинки, как объясняет служащий отеля, но Нельсон может собирать кусочки использованной жевательной резинки, которые он находит в каждой локации. Загадки не утверждают автоматически решение игрока, даже если игрок дает правильный ответ — Нельсон должен отправить ответ обратно в штаб-квартиру, где он будет либо одобрен, либо отклонен. Если решение будет одобрено, игроку дается оценка в зависимости от того, сколько подсказок он использовал и сколько неудачных попыток у него было (последняя представлена в долларах налогоплательщика), и дополнительное объяснение предоставляется о том, как можно было решить головоломку.

## Сюжет
Игра начинается, когда агенту Нельсону Тетерсу, единственному члену Отдела исследований головоломок в ФБР, дается его первое задание. Фабрика, которая производит ластики, используемые Белым домом, прекратила производство; любые попытки связаться с фабрикой встречаются причудливыми головоломками. Тетерс должен посетить завод в Скоггинсе, штат Миннесота, и снова запустить его.
В Скоггинсе Тетерсу говорят, что фабрика была закрыта после неопознанной аварии, и что начальника фабрики, Исаака Давнер, никто не видел с тех пор. Дальнейшее расследование невозможно, потому что завод запечатан сложным замком, требующим три ключа.
Поиск ключей и дополнительных подсказок о местонахождении Исаака затрудняют таинственные существа, похожие на гномов, которых горожане называют Скрытыми. Похоже, что «Скрытых людей» поддерживает местная ложа под названием Братство Скоггинса. Глава ложи, Бьорн, говорит Тетерсу, что скрытые люди «выбрали» Исаака, хотя он не может точно объяснить, что это значит.
Наконец, Тетерс получает доступ к фабрике. Внутри он находит Исаака, сошедшего с ума от загадок, данных ему скрытыми людьми. Тетерс пытается спасти Исаака, но «Скрытые люди» вытаскивают Исаака прежде, чем он сможет спастись. Фабрика начинает работать вскоре после этого. Вернувшись в Вашингтон, Тетерса поздравляют с работой и напоминают, что исчезновение Исаака является делом местных правоохранительных органов..
История продолжается в сиквеле, Puzzle Agent 2.

## Критика
| Сводный рейтинг | Сводный рейтинг          |
| Агрегатор       | Оценка                   |
| --------------- | ------------------------ |
| GameRankings    | 72,84 %                  |
| Metacritic      | (PC) 70/100 (PS3) 66/100 |

Игра получила смешанные отзывы, согласно агрегатору отзывов Metacritic.